# Перри (округ, Алабама)
Пе́рри (англ. Perry County) — округ в штате Алабама, США. Официально образован в 1819 году. По состоянию на 2010 год, численность населения составляла 10 591 человека.

## География
По данным Бюро переписи США, общая площадь округа равняется 1 875,162 км2, из которых 1 864,802 км2 суша и 10,878 км2 или 0,600 % это водоемы.

### Соседние округа
|         |       | Бибб   | Чилтон |  |
| Хейл    | север | Даллас |        |  |
| Хейл    | Перри | Даллас |        |  |
| Хейл    | юг    | Даллас |        |  |
| Маренго |       |        |        |  |

## Население
По данным переписи населения 2000 года в округе проживает 11 861 жителей в составе 4 333 домашних хозяйств и 3 046 семей. Плотность населения составляет 6,00 человек на км2. На территории округа насчитывается 5 406 жилых строений, при плотности застройки около 3-ти строений на км2. Расовый состав населения: белые — 68,38 %, афроамериканцы — 30,86 %, коренные американцы (индейцы) — 0,08 %, азиаты — 0,03 %, гавайцы — 0,03 %, представители других рас — 0,08 %, представители двух или более рас — 0,54 %. Испаноязычные составляли 0,86 % населения независимо от расы.
В составе 33,80 % из общего числа домашних хозяйств проживают дети в возрасте до 18 лет, 40,40 % домашних хозяйств представляют собой супружеские пары проживающие вместе, 25,10 % домашних хозяйств представляют собой одиноких женщин без супруга, 29,70 % домашних хозяйств не имеют отношения к семьям, 27,90 % домашних хозяйств состоят из одного человека, 12,00 % домашних хозяйств состоят из престарелых (65 лет и старше), проживающих в одиночестве. Средний размер домашнего хозяйства составляет 2,63 человека, и средний размер семьи 3,23 человека.
Возрастной состав округа: 29,80 % моложе 18 лет, 11,10 % от 18 до 24, 23,60 % от 25 до 44, 20,70 % от 45 до 64 и 20,70 % от 65 и старше. Средний возраст жителя округа 33 лет. На каждые 100 женщин приходится 83,90 мужчин. На каждые 100 женщин старше 18 лет приходится 78,40 мужчин.
Средний доход на домохозяйство в округе составлял 20 200 USD, на семью — 26 150 USD. Среднестатистический заработок мужчины был 26 272 USD против 16 839 USD для женщины. Доход на душу населения составлял 10 948 USD. Около 31,20 % семей и 35,40 % общего населения находились ниже черты бедности, в том числе — 48,90 % молодежи (тех, кому ещё не исполнилось 18 лет) и 25,80 % тех, кому было уже больше 65 лет.